# Mass Effect Infiltrator
Mass Effect Infiltrator est un jeu vidéo de tir à la troisième personne développé par IronMonkey Studios et édité par Electronic Arts, sorti en 2012 sur téléphones mobiles.

## Accueil
- Jeuxvideo.com : 12/20[1]